# Biathlon aux Jeux olympiques

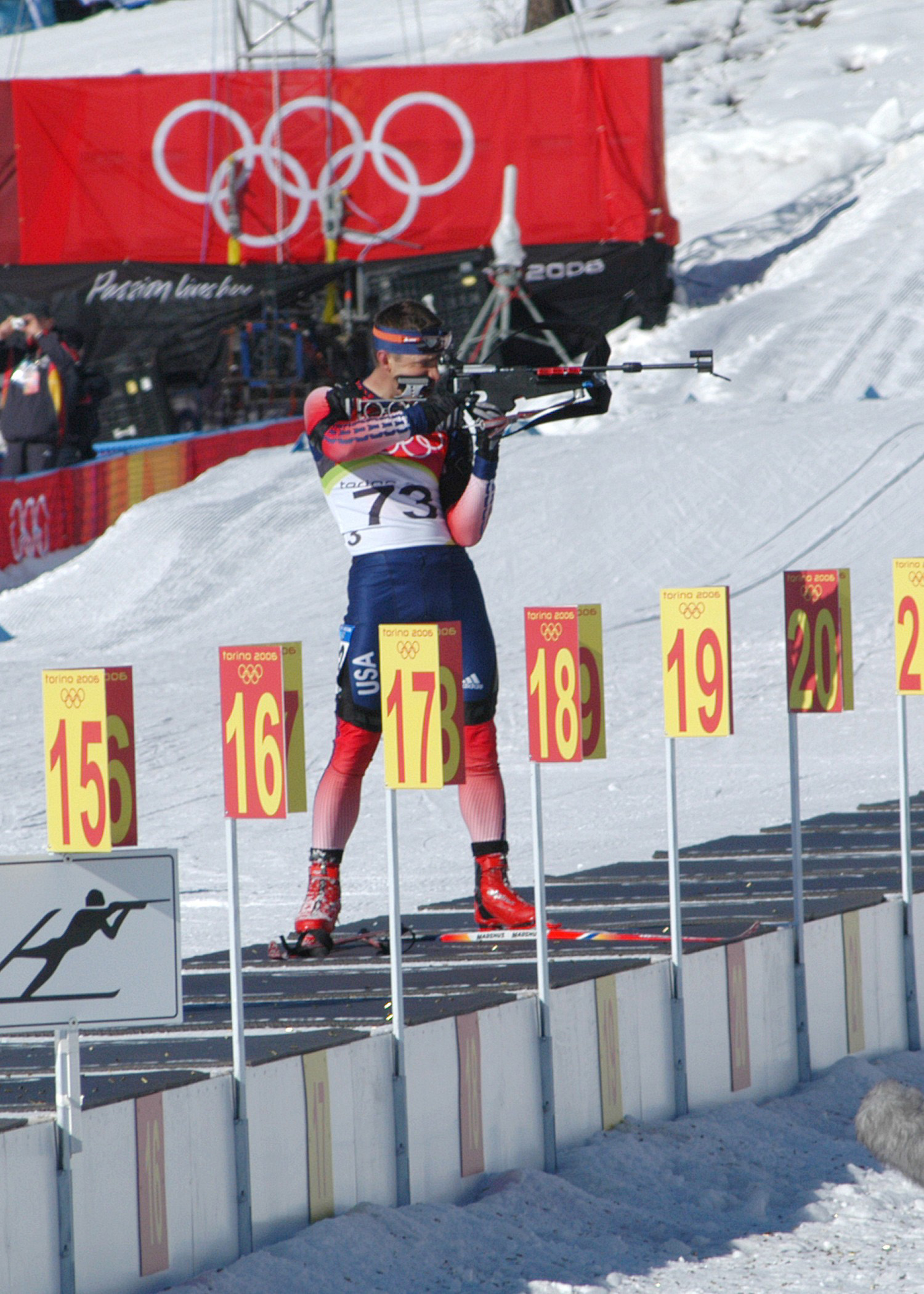

Le biathlon a fait son apparition au programme officiel des Jeux olympiques d'hiver lors des Jeux de Squaw Valley en 1960, avec une seule épreuve individuelle masculine sur 20 kilomètres au programme. Au fur et à mesure que le sport a gagné en popularité et en pratiquants, le nombre d'épreuves a augmenté et leur format s'est diversifié. Les compétitions féminines ont été introduites en 1992 lors des Jeux d'Albertville. 
Depuis 2014, onze épreuves de biathlon figurent au programme des Jeux olympiques d'hiver : 
- Quatre courses contre-la-montre individuelles (sprint et individuel masculins et féminins), ouvertes à tous les concurrents ;
- Quatre courses en ligne individuelles (poursuite et départ groupé masculins et féminins), ouvertes à un nombre limité de concurrents ayant réussi à se qualifier ;
- Trois courses en ligne par équipe (relais masculin, féminin et mixte), ouvertes à toutes les nations disposant du nombre suffisant de participants.

Les compétitions masculines et féminines se disputent aujourd'hui toutes selon des formats identiques mais les distances à parcourir en ski sont plus courtes pour les femmes.
Le Norvégien Ole Einar Bjørndalen, qui a remporté quatorze médailles, dont huit en or, entre 1998 et 2014, est l'athlète masculin le plus titré et le plus médaillé de l'histoire des Jeux olympiques d'hiver. Côté féminin, la biathlète la plus titrée est la Biélorusse Darya Domracheva (quatre médailles d'or sur un total de six médailles, entre 2010 et 2018) et la plus médaillée est l'Allemande Uschi Disl (neuf médailles dont deux en or entre 1992 et 2006). 
À Pékin en 2022, Marte Olsbu Røiseland, Johannes Thingnes Bø et Quentin Fillon Maillet établissent un record partagé de cinq médailles gagnées en une édition hivernale. 
Avant 1960, une épreuve par équipe combinant ski de fond et tir similaire au biathlon et appelée « ski militaire » (plus connue sous le nom de « patrouille militaire ») a figuré officiellement au programme olympique en 1924 à Chamonix puis est revenue en sport de démonstration en 1928, 1936 et 1948. Cette discipline est considérée comme l'ancêtre du biathlon. Une autre discipline, le pentathlon d'hiver, comprenant cinq épreuves dont une de ski de fond et une de tir, a également été testée en sport de démonstration lors des Jeux de 1948.

## Calendrier du biathlon
Les épreuves de biathlon des Jeux olympiques figurent au calendrier de la Coupe du monde organisée par l'IBU et qui comprend neuf étapes ordinaires de novembre à mars. Tous les quatre ans au mois de février, les Jeux olympiques constituent ainsi l'évènement majeur de la saison de coupe du monde. Lors des années non-olympiques se déroulent les championnats du monde. Dans les années 1990 et 2000, les épreuves disputées aux Jeux olympiques ont rapporté des points aux classements de la Coupe du monde; ce n'est plus le cas depuis 2014.

## Épreuves actuelles
Depuis l'introduction du relais mixte aux Jeux de Sotchi en 2014, le programme des compétitions de biathlon est composé de cinq épreuves masculines (sprint 10 km, poursuite 12,5 km, individuel 20 km, mass start 15 km et relais 4 x 7,5 km), cinq épreuves féminines (sprint 7,5 km, poursuite 10 km, individuel 15 km, mass start 12,5 km et relais 4 x 6 km) et une épreuve mixte (relais 2 x 6 km + 2 x 7,5 km). 
Le concept de base est le même pour chaque épreuve : plusieurs tours d'un circuit de ski de fond entrecoupés de passages sur un pas de tir à la carabine. Si les distances de ski diffèrent selon les formats et entre les hommes et les femmes, les conditions de tir sont en revanche identiques quelle que soit l'épreuve et le sexe. Les cinq cibles, alignées horizontalement, sont positionnées à 50 m des tireurs et ont un diamètre de 4,5 cm pour un tir couché et 11,5 cm pour un tir debout. À chaque tir réussi, le fond noir de la cible s'efface et laisse la place à un fond blanc pour signaler au biathlète qu'il a fait mouche (d'où l'expression "blanchir la cible").

### Individuel
L'individuel est la course la plus ancienne du biathlon et donc la plus ancienne au programme des Jeux olympiques. C'est une épreuve contre-la-montre où l'objectif est de réaliser le parcours le plus rapidement possible. Les concurrents s'élancent individuellement toutes les 30 secondes, selon un ordre déterminé par tirage au sort, et doivent effectuer cinq boucles de ski et quatre arrêts sur le pas de tir. Il s'agit de l'épreuve la plus longue, avec une distance totale de 20 km pour les hommes (5 x 4 km) et de 15 km pour les femmes (5 x 3 km). Lors des séances de tir, les positions ne sont pas enchaînées comme sur les autres courses à quatre tirs, mais alternées (couché, debout, couché, debout). En outre, les erreurs de tir sont plus lourdement sanctionnées que sur les autres épreuves : chaque cible manquée engendre une pénalité d'une minute, instantanément ajoutée au temps du concurrent. Une fois que tous les biathlètes en ont terminé, celui qui est crédité du temps le plus court, en incluant les éventuelles minutes de pénalité, est déclaré vainqueur.

### Sprint
Le sprint est, à l'instar de l'individuel, une épreuve contre-la-montre où chaque biathlète prend le départ individuellement avec l'objectif de réaliser le parcours le plus rapidement possible. Les concurrents s'élancent toutes les 30 secondes, selon un ordre déterminé par tirage au sort, pour effectuer trois boucles de ski et deux séances de tir. La distance totale est la moitié de celle de l'individuel : 10 km pour les hommes (3 tours d’une boucle de 3,3 km) et 7,5 km pour les femmes (3 tours d’une boucle de 2,5 km). Le nombre de tirs à effectuer est également la moitié de celui de l'individuel : deux séances de tir où à chaque fois cinq cibles sont à blanchir avec autant de balles, d'abord en position couchée puis en position debout, intercalées entre chaque tour de piste. Chaque cible manquée est sanctionnée d'un tour sur un anneau de pénalité de 150 m à effectuer immédiatement après le tir, chaque tour de pénalité faisant perdre environ 20 à 25 secondes. Une fois que tous les biathlètes en ont terminé, celui ayant réalisé le meilleur temps est déclaré vainqueur.
Tous les biathlètes sélectionnés pour concourir aux Jeux olympiques peuvent prendre le départ du sprint. Aux Jeux olympiques, les résultats de cette épreuve déterminent les concurrents qualifiés pour l'épreuve suivante, la poursuite.
Le sprint figure au programme des Jeux olympiques depuis 1980.

### Poursuite
La poursuite est une course en ligne avec départ par handicap. L'ordre et les intervalles de départ sont déterminés par les résultats d'une épreuve qualificative, en théorie n'importe quelle autre épreuve individuelle, mais en pratique aux Jeux olympiques toujours le sprint. Seuls les biathlètes ayant réalisé les 60 meilleurs temps lors du sprint peuvent prendre part à la poursuite. L'ordre de départ correspond au classement final du sprint, et les écarts à l'arrivée de cette épreuve sont conservés pour définir le handicap : le vainqueur du sprint part en premier, suivi de son dauphin qui s'élance à sa poursuite avec un retard correspondant à l'écart entre leurs temps de sprint, et ainsi de suite pour tous les concurrents. 
Les concurrents doivent effectuer cinq boucles de ski et quatre séances de tir. La distance totale à parcourir est de 12,5 km pour les hommes (5 x 2,5 km) et de 10 km pour les femmes (5 x 2 km). Les quatre séances de tir sont intercalées entre les tours, les deux premières en position couchée, les deux dernières en position debout. Les biathlètes disposent de cinq balles pour blanchir autant de cibles lors de chaque séance et toute erreur est sanctionnée d'un tour à parcourir sur l'anneau de pénalité de 150 m, comme sur le sprint. Tout concurrent attardé qui se fait doubler par le concurrent en tête de la course est éliminé et doit s'arrêter. Le vainqueur est le biathlète qui franchit la ligne d'arrivée en premier.
La poursuite figure au programme des Jeux olympiques depuis 2002.

### Départ groupé (Mass start)
Le départ groupé, plus connu sous son appellation anglaise de mass start, est l'épreuve individuelle la plus récente au programme des Jeux olympiques. C'est une course en ligne où, comme son nom l'indique, tous les concurrents s'élancent en même temps pour réaliser cinq boucles de ski et quatre tirs. La distance totale est intermédiaire entre la poursuite et l'individuel : 15 km pour les hommes (5 x 3 km) et 12,5 km pour les femmes (5 x 2,5 km). Les séquences de tir sont similaires à celles de la poursuite : enchaînement de deux tirs couchés puis de deux tirs debout, chaque cible manquée étant sanctionnée d'un tour de pénalité de 150 m. Comme sur la poursuite également, tout concurrent qui se fait prendre un tour est immédiatement éliminé. Le vainqueur est le biathlète qui franchit la ligne d'arrivée en premier.
La mass start est généralement la dernière épreuve individuelle au programme et le nombre de participants est fixé à 30. Sont automatiquement qualifiés les quinze premiers du classement général de la coupe du monde de biathlon au moment de la course, ainsi que tous les médaillés des précédentes courses individuelles (figurant déjà ou non dans ce top 15). La liste de départ est complétée par les biathlètes non-médaillés ayant cumulé les meilleurs résultats (selon le barème de points en vigueur pour la coupe du monde) sur les trois autres courses individuelles olympiques.
Le départ groupé figure au programme des Jeux olympiques depuis 2006.

### Relais
Les relais masculin et féminin sont des courses en ligne avec départ groupé disputées par équipes nationales. Chaque équipe est constituée de quatre biathlètes, qui doivent réaliser chacun trois boucles de ski et deux tirs. La distance parcourue par chaque relayeur est de 7,5 km pour les hommes (3 x 2,5 km) et de 6 km pour les femmes (3 x 2 km). Les premiers relayeurs s'élancent simultanément comme lors d'une mass start. Les concurrents suivants s'élancent depuis une zone de passage de relais, lequel est effectué via un simple contact physique sur n'importe quelle partie du corps. L'ordre de passage des biathlètes au sein du relais est déterminé librement par chaque équipe. Tout passage de relais invalide (sans contact physique direct entre les relayeurs ou hors zone) entraîne la disqualification de l'équipe ; par ailleurs, toute équipe qui se fait prendre un tour est immédiatement éliminée. 
Chaque relayeur effectue deux séances de tirs, d'abord couché puis debout. Mais à la différence des courses individuelles, si le concurrent n'a pas blanchi toutes les cibles après avoir tiré les cinq balles de son chargeur, il a le droit d'utiliser jusqu'à trois balles supplémentaires, appelées "pioches". Ces balles de réserve doivent cependant être chargées manuellement dans la carabine, ce qui entraîne une perte de temps de 5 à 10 secondes environ par tir supplémentaire. Si après avoir tiré ses huit balles, le biathlète n'a toujours pas atteint toutes les cibles, il doit faire un tour de pénalité de 150 m par cible manquée. L'équipe victorieuse est celle dont le quatrième et dernier relayeur franchit la ligne d'arrivée en premier.
Le relais figure au programme des Jeux olympiques depuis 1968.
Le relais mixte est la dernière épreuve introduite au programme olympique (2014). Il suit les mêmes règles que les relais classiques, sauf que les équipes sont constituées de deux femmes et deux hommes et que l'ordre de passage est partiellement déterminé en fonction du sexe. Aux jeux olympiques, ce sont les femmes qui s'élancent d'abord pour les deux premiers relais, suivies par les hommes pour les deux derniers. Chaque biathlète parcourt la même distance que sur les relais classiques : 6 km pour les femmes (3 x 2 km) et 7,5 km pour les hommes (3 x 2,5 km).

## Évènements
• = Épreuves officielles, D = Sport de démonstration
| Ski militaire                            | • | D | D | D |   |   |   |   |   |   |   |   |   |   |   |   |   |   |   |   |   |  |  |  |  |  |  |  |  |  |  |  |  |  |  |  |  |  |  |  |  |  |  |  |  |  |  |  |  |  |  |  |  |  |  |  |  |  |  |  |  |  |  |  |  |  |  |  |  |  |  |  |  |  |  |  |  |  |  |  |  |  |  |  |  |  |  |  |  |  |  |  |  |  |  |  |  |  |  |
| Individuel hommes (20 km)                |   |   |   |   | • | • | • | • | • | • | • | • | • | • | • | • | • | • | • | • | • |  |  |  |  |  |  |  |  |  |  |  |  |  |  |  |  |  |  |  |  |  |  |  |  |  |  |  |  |  |  |  |  |  |  |  |  |  |  |  |  |  |  |  |  |  |  |  |  |  |  |  |  |  |  |  |  |  |  |  |  |  |  |  |  |  |  |  |  |  |  |  |  |  |  |  |  |  |  |
| Relais hommes (4 × 7,5 km)               |   |   |   |   |   |   | • | • | • | • | • | • | • | • | • | • | • | • | • | • | • |  |  |  |  |  |  |  |  |  |  |  |  |  |  |  |  |  |  |  |  |  |  |  |  |  |  |  |  |  |  |  |  |  |  |  |  |  |  |  |  |  |  |  |  |  |  |  |  |  |  |  |  |  |  |  |  |  |  |  |  |  |  |  |  |  |  |  |  |  |  |  |  |  |  |  |  |  |  |
| Sprint hommes (10 km)                    |   |   |   |   |   |   |   |   |   | • | • | • | • | • | • | • | • | • | • | • | • |  |  |  |  |  |  |  |  |  |  |  |  |  |  |  |  |  |  |  |  |  |  |  |  |  |  |  |  |  |  |  |  |  |  |  |  |  |  |  |  |  |  |  |  |  |  |  |  |  |  |  |  |  |  |  |  |  |  |  |  |  |  |  |  |  |  |  |  |  |  |  |  |  |  |  |  |  |  |
| Poursuite hommes (12,5 km)               |   |   |   |   |   |   |   |   |   |   |   |   |   |   |   | • | • | • | • | • | • |  |  |  |  |  |  |  |  |  |  |  |  |  |  |  |  |  |  |  |  |  |  |  |  |  |  |  |  |  |  |  |  |  |  |  |  |  |  |  |  |  |  |  |  |  |  |  |  |  |  |  |  |  |  |  |  |  |  |  |  |  |  |  |  |  |  |  |  |  |  |  |  |  |  |  |  |  |  |
| Départ groupé hommes (15 km)             |   |   |   |   |   |   |   |   |   |   |   |   |   |   |   |   | • | • | • | • | • |  |  |  |  |  |  |  |  |  |  |  |  |  |  |  |  |  |  |  |  |  |  |  |  |  |  |  |  |  |  |  |  |  |  |  |  |  |  |  |  |  |  |  |  |  |  |  |  |  |  |  |  |  |  |  |  |  |  |  |  |  |  |  |  |  |  |  |  |  |  |  |  |  |  |  |  |  |  |
|                                          |   |   |   |   |   |   |   |   |   |   |   |   |   |   |   |   |   |   |   |   |   |  |  |  |  |  |  |  |  |  |  |  |  |  |  |  |  |  |  |  |  |  |  |  |  |  |  |  |  |  |  |  |  |  |  |  |  |  |  |  |  |  |  |  |  |  |  |  |  |  |  |  |  |  |  |  |  |  |  |  |  |  |  |  |  |  |  |  |  |  |  |  |  |  |  |  |  |  |  |
| Individuel femmes (15 km)                |   |   |   |   |   |   |   |   |   |   |   |   | • | • | • | • | • | • | • | • | • |  |  |  |  |  |  |  |  |  |  |  |  |  |  |  |  |  |  |  |  |  |  |  |  |  |  |  |  |  |  |  |  |  |  |  |  |  |  |  |  |  |  |  |  |  |  |  |  |  |  |  |  |  |  |  |  |  |  |  |  |  |  |  |  |  |  |  |  |  |  |  |  |  |  |  |  |  |  |
| Relais femmes (4 × 6 km)                 |   |   |   |   |   |   |   |   |   |   |   |   | • | • | • | • | • | • | • | • | • |  |  |  |  |  |  |  |  |  |  |  |  |  |  |  |  |  |  |  |  |  |  |  |  |  |  |  |  |  |  |  |  |  |  |  |  |  |  |  |  |  |  |  |  |  |  |  |  |  |  |  |  |  |  |  |  |  |  |  |  |  |  |  |  |  |  |  |  |  |  |  |  |  |  |  |  |  |  |
| Sprint femmes (7,5 km)                   |   |   |   |   |   |   |   |   |   |   |   |   | • | • | • | • | • | • | • | • | • |  |  |  |  |  |  |  |  |  |  |  |  |  |  |  |  |  |  |  |  |  |  |  |  |  |  |  |  |  |  |  |  |  |  |  |  |  |  |  |  |  |  |  |  |  |  |  |  |  |  |  |  |  |  |  |  |  |  |  |  |  |  |  |  |  |  |  |  |  |  |  |  |  |  |  |  |  |  |
| Poursuite femmes (10 km)                 |   |   |   |   |   |   |   |   |   |   |   |   |   |   |   | • | • | • | • | • | • |  |  |  |  |  |  |  |  |  |  |  |  |  |  |  |  |  |  |  |  |  |  |  |  |  |  |  |  |  |  |  |  |  |  |  |  |  |  |  |  |  |  |  |  |  |  |  |  |  |  |  |  |  |  |  |  |  |  |  |  |  |  |  |  |  |  |  |  |  |  |  |  |  |  |  |  |  |  |
| Départ groupé femmes (12,5 km)           |   |   |   |   |   |   |   |   |   |   |   |   |   |   |   |   | • | • | • | • | • |  |  |  |  |  |  |  |  |  |  |  |  |  |  |  |  |  |  |  |  |  |  |  |  |  |  |  |  |  |  |  |  |  |  |  |  |  |  |  |  |  |  |  |  |  |  |  |  |  |  |  |  |  |  |  |  |  |  |  |  |  |  |  |  |  |  |  |  |  |  |  |  |  |  |  |  |  |  |
|                                          |   |   |   |   |   |   |   |   |   |   |   |   |   |   |   |   |   |   |   |   |   |  |  |  |  |  |  |  |  |  |  |  |  |  |  |  |  |  |  |  |  |  |  |  |  |  |  |  |  |  |  |  |  |  |  |  |  |  |  |  |  |  |  |  |  |  |  |  |  |  |  |  |  |  |  |  |  |  |  |  |  |  |  |  |  |  |  |  |  |  |  |  |  |  |  |  |  |  |  |
| Relais Mixte (2 × 6 km F + 2 × 7,5 km H) |   |   |   |   |   |   |   |   |   |   |   |   |   |   |   |   |   |   | • | • | • |  |  |  |  |  |  |  |  |  |  |  |  |  |  |  |  |  |  |  |  |  |  |  |  |  |  |  |  |  |  |  |  |  |  |  |  |  |  |  |  |  |  |  |  |  |  |  |  |  |  |  |  |  |  |  |  |  |  |  |  |  |  |  |  |  |  |  |  |  |  |  |  |  |  |  |  |  |  |

## Palmarès

### Hommes

#### Individuel (20km)
| Année               | Or                           | Argent                                          | Bronze                     |
| Squaw Valley 1960   | Klas Lestander (SWE)         | Antti Tyrväinen (FIN)                           | Aleksandr Privalov (URS)   |
| Innsbruck 1964      | Vladimir Melanine (URS)      | Aleksandr Privalov (URS)                        | Olav Jordet (NOR)          |
| Grenoble 1968       | Magnar Solberg (NOR)         | Alexandre Tikhonov (URS)                        | Vladimir Gundartsev (URS)  |
| Sapporo 1972        | Magnar Solberg (NOR)         | Hansjörg Knauthe (RDA)                          | Lars-Göran Arwidson (SWE)  |
| Innsbruck 1976      | Nikolaï Krouglov (URS)       | Heikki Ikola (FIN)                              | Aleksandr Yelizarov (URS)  |
| Lake Placid 1980    | Anatoli Aliabiev (URS)       | Frank Ullrich (RDA)                             | Eberhard Rösch (RDA)       |
| Sarajevo 1984       | Peter Angerer (RFA)          | Frank-Peter Rötsch (RDA)                        | Eirik Kvalfoss (NOR)       |
| Calgary 1988        | Frank-Peter Rötsch (RDA)     | Valeri Medvedtsev (URS)                         | Johann Passler (ITA)       |
| Albertville 1992    | Evgeniy Redkin (EUN)         | Mark Kirchner (GER)                             | Mikael Löfgren (SWE)       |
| Lillehammer 1994    | Sergey Tarasov (RUS)         | Frank Luck (GER)                                | Sven Fischer (GER)         |
| Nagano 1998         | Halvard Hanevold (NOR)       | Pieralberto Carrara (ITA)                       | Alexeï Aïdarov (BLR)       |
| Salt Lake City 2002 | Ole Einar Bjørndalen (NOR)   | Frank Luck (GER)                                | Viktor Maïgourov (RUS)     |
| Turin 2006          | Michael Greis (GER)          | Ole Einar Bjørndalen (NOR)                      | Halvard Hanevold (NOR)     |
| Vancouver 2010      | Emil Hegle Svendsen (NOR)    | Ole Einar Bjørndalen (NOR) Sergeï Novikov (BLR) |                            |
| Sotchi 2014         | Martin Fourcade (FRA)        | Erik Lesser (GER)                               | Evgeniy Garanichev (RUS)   |
| Pyeongchang 2018    | Johannes Thingnes Bø (NOR)   | Jakov Fak (SLO)                                 | Dominik Landertinger (AUT) |
| Pékin 2022          | Quentin Fillon Maillet (FRA) | Anton Smolski (BLR)                             | Johannes Thingnes Bø (NOR) |

#### Sprint (10 km)
| Année               | Or                         | Argent                       | Bronze                  |
| Lake Placid 1980    | Frank Ullrich (RDA)        | Vladimir Alikin (URS)        | Anatoli Aliabiev (URS)  |
| Sarajevo 1984       | Eirik Kvalfoss (NOR)       | Peter Angerer (RFA)          | Matthias Jacob (RDA)    |
| Calgary 1988        | Frank-Peter Rötsch (RDA)   | Valeri Medvedtsev (URS)      | Sergueï Tchepikov (URS) |
| Albertville 1992    | Mark Kirchner (GER)        | Ricco Gross (GER)            | Harri Eloranta (FIN)    |
| Lillehammer 1994    | Sergueï Tchepikov (RUS)    | Ricco Gross (GER)            | Sergey Tarasov (RUS)    |
| Nagano 1998         | Ole Einar Bjørndalen (NOR) | Frode Andresen (NOR)         | Ville Räikkönen (FIN)   |
| Salt Lake City 2002 | Ole Einar Bjørndalen (NOR) | Sven Fischer (GER)           | Wolfgang Perner (AUT)   |
| Turin 2006          | Sven Fischer (GER)         | Halvard Hanevold (NOR)       | Frode Andresen (NOR)    |
| Vancouver 2010      | Vincent Jay (FRA)          | Emil Hegle Svendsen (NOR)    | Jakov Fak (CRO)         |
| Sotchi 2014         | Ole Einar Bjørndalen (NOR) | Dominik Landertinger (AUT)   | Jaroslav Soukup (CZE)   |
| Pyeongchang 2018    | Arnd Peiffer (GER)         | Michal Krčmář (CZE)          | Dominik Windisch (ITA)  |
| Pékin 2022          | Johannes Thingnes Bø (NOR) | Quentin Fillon Maillet (FRA) | Tarjei Bø (NOR)         |

#### Poursuite (12,5km)
| Année               | Or                           | Argent                     | Bronze                       |
| Salt Lake City 2002 | Ole Einar Bjørndalen (NOR)   | Raphaël Poirée (FRA)       | Ricco Gross (GER)            |
| Turin 2006          | Vincent Defrasne (FRA)       | Ole Einar Bjørndalen (NOR) | Sven Fischer (GER)           |
| Vancouver 2010      | Björn Ferry (SWE)            | Christoph Sumann (AUT)     | Vincent Jay (FRA)            |
| Sotchi 2014         | Martin Fourcade (FRA)        | Ondřej Moravec (CZE)       | Jean-Guillaume Béatrix (FRA) |
| Pyeongchang 2018    | Martin Fourcade (FRA)        | Sebastian Samuelsson (SWE) | Benedikt Doll (GER)          |
| Pékin 2022          | Quentin Fillon Maillet (FRA) | Tarjei Bø (NOR)            | Eduard Latypov (ROC)         |

#### Départ groupé (15km)
| Année            | Or                         | Argent                  | Bronze                           |
| Turin 2006       | Michael Greis (GER)        | Tomasz Sikora (POL)     | Ole Einar Bjørndalen (NOR)       |
| Vancouver 2010   | Martin Fourcade (FRA)      | Pavol Hurajt (SVK)      | Christoph Sumann (AUT)           |
| Sotchi 2014      | Emil Hegle Svendsen (NOR)  | Martin Fourcade (FRA)   | Ondřej Moravec (CZE)             |
| Pyeongchang 2018 | Martin Fourcade (FRA)      | Simon Schempp (GER)     | Emil Hegle Svendsen (NOR)        |
| Pékin 2022       | Johannes Thingnes Bø (NOR) | Martin Ponsiluoma (SWE) | Vetle Sjåstad Christiansen (NOR) |

#### Relais (4 × 7,5 km)
| Année               | Or                                                                                      | Argent                                                                                           | Bronze                                                                           |
| Grenoble 1968       | Union soviétique Vladimir Gundartsev Viktor Mamatov Nikolay Puzanov Alexandre Tikhonov  | Norvège Olav Jordet Jon Istad Magnar Solberg Ola Wærhaug                                         | Suède Lars-Göran Arwidson Tore Eriksson Holmfrid Olsson Olle Petrusson           |
| Sapporo 1972        | Union soviétique Ivan Byakov Viktor Mamatov Rinat Safin Alexandre Tikhonov              | Finlande Heikki Ikola Mauri Röppänen Esko Saira Juhani Suutarinen                                | Allemagne de l'Est Hansjörg Knauthe Horst Koschka Joachim Meischner Dieter Speer |
| Innsbruck 1976      | Union soviétique Ivan Byakov Nikolaï Krouglov Alexandre Tikhonov Aleksandr Yelizarov    | Finlande Heikki Ikola Henrik Flöjt Esko Saira Juhani Suutarinen                                  | Allemagne de l'Est Manfred Beer Manfred Geyer Karl-Heinz Menz Frank Ullrich      |
| Lake Placid 1980    | Union soviétique Vladimir Alikin Anatoli Aliabiev Vladimir Barnachov Alexandre Tikhonov | Allemagne de l'Est Mathias Jung Eberhard Rösch Klaus Siebert Frank Ullrich                       | Allemagne de l'Ouest Peter Angerer Franz Bernreiter Hans Estner Gerd Winkler     |
| Sarajevo 1984       | Union soviétique Sergei Bulygin Yuriy Kashkarov Algimantas Šalna Dmitriy Vasilyev       | Norvège Eirik Kvalfoss Odd Lirhus Kjell Søbak Rolf Storsveen                                     | Allemagne de l'Ouest Peter Angerer Fritz Fischer Walter Pichler Ernst Reiter     |
| Calgary 1988        | Union soviétique Valeri Medvedtsev Alexander Popov Sergueï Tchepikov Dmitriy Vasilyev   | Allemagne de l'Ouest Peter Angerer Fritz Fischer Stefan Höck Ernst Reiter                        | Italie Werner Kiem Johann Passler Gottlieb Taschler Andreas Zingerle             |
| Albertville 1992    | Allemagne Fritz Fischer Ricco Gross Mark Kirchner Jens Steinigen                        | Équipe unifiée de l'ex-URSS Valeriy Kirienko Valeri Medvedtsev Alexander Popov Sergueï Tchepikov | Suède Leif Andersson Ulf Johansson Mikael Löfgren Tord Wiksten                   |
| Lillehammer 1994    | Allemagne Sven Fischer Ricco Gross Mark Kirchner Frank Luck                             | Russie Vladimir Dratchev Valeriy Kirienko Sergey Tarasov Sergueï Tchepikov                       | France Patrice Bailly-Salins Thierry Dusserre Hervé Flandin Lionel Laurent       |
| Nagano 1998         | Allemagne Sven Fischer Ricco Gross Frank Luck Peter Sendel                              | Norvège Dag Bjørndalen Ole Einar Bjørndalen Egil Gjelland Halvard Hanevold                       | Russie Vladimir Dratchev Viktor Maïgourov Pavel Mouslimov Sergey Tarasov         |
| Salt Lake City 2002 | Norvège Frode Andresen Ole Einar Bjørndalen Egil Gjelland Halvard Hanevold              | Allemagne Sven Fischer Ricco Gross Frank Luck Peter Sendel                                       | France Vincent Defrasne Gilles Marguet Raphaël Poirée Julien Robert              |
| Turin 2006          | Allemagne Sven Fischer Michael Greis Ricco Gross Michael Rösch                          | Russie Nikolaï Krouglov Jr. Pavel Rostovtsev Sergueï Tchepikov Ivan Tcherezov                    | France Ferréol Cannard Vincent Defrasne Raphaël Poirée Julien Robert             |
| Vancouver 2010      | Norvège Tarjei Bø Ole Einar Bjørndalen Halvard Hanevold Emil Hegle Svendsen             | Autriche Simon Eder Dominik Landertinger Daniel Mesotitsch Christoph Sumann                      | Suède Fredrik Lindström Carl-Johan Bergman Mattias Nilsson Björn Ferry           |
| Sotchi 2014         | Allemagne Daniel Böhm Erik Lesser Arnd Peiffer Simon Schempp                            | Autriche Simon Eder Dominik Landertinger Daniel Mesotitsch Christoph Sumann                      | Norvège Tarjei Bø Johannes Thingnes Bø Ole Einar Bjørndalen Emil Hegle Svendsen  |
| Pyeongchang 2018    | Suède Peppe Femling Jesper Nelin Sebastian Samuelsson Fredrik Lindström                 | Norvège Lars Helge Birkeland Tarjei Bø Johannes Thingnes Bø Emil Hegle Svendsen                  | Allemagne Erik Lesser Benedikt Doll Arnd Peiffer Simon Schempp                   |
| Pékin 2022          | Norvège Sturla Holm Lægreid Tarjei Bø Johannes Thingnes Bø Vetle Sjåstad Christiansen   | France Fabien Claude Émilien Jacquelin Simon Desthieux Quentin Fillon Maillet                    | ROC Said Khalili Alexander Loginov Maksim Tsvetkov Eduard Latypov                |

#### Patrouille militaire (30 km)
| Année         | Or                                                                     | Argent                                                                    | Bronze                                                                      |
| Chamonix 1924 | Suisse Alfred Aufdenblatten Alphonse Julen Antoine Julen Denis Vaucher | Finlande Väinö Bremer August Eskelinen Heikki Hirvonen Martti Lappalainen | France Georges Berthet Camille Mandrillon Maurice Mandrillon André Vandelle |

### Femmes

#### Individuel (15km)
| Année               | Or                          | Argent                        | Bronze                      |
| Albertville 1992    | Antje Misersky (GER)        | Svetlana Petcherskaia (EUN)   | Myriam Bédard (CAN)         |
| Lillehammer 1994    | Myriam Bédard (CAN)         | Anne Briand (FRA)             | Uschi Disl (GER)            |
| Nagano 1998         | Ekaterina Dafovska (BUL)    | Olena Petrova (UKR)           | Uschi Disl (GER)            |
| Salt Lake City 2002 | Andrea Henkel (GER)         | Liv Grete Poirée (NOR)        | Magdalena Forsberg (SWE)    |
| Turin 2006          | Svetlana Ichmouratova (RUS) | Martina Glagow (GER)          | Albina Akhatova (RUS)       |
| Vancouver 2010      | Tora Berger (NOR)           | Ielena Khroustaliova (KAZ)    | Darya Domracheva (BLR)      |
| Sotchi 2014         | Darya Domracheva (BLR)      | Selina Gasparin (SUI)         | Nadezhda Skardino (BLR)     |
| Pyeongchang 2018    | Hanna Öberg (SWE)           | Anastasiya Kuzmina (SVK)      | Laura Dahlmeier (GER)       |
| Pékin 2022          | Denise Herrmann (GER)       | Anaïs Chevalier-Bouchet (FRA) | Marte Olsbu Røiseland (NOR) |

#### Sprint (7,5km)
| Année               | Or                            | Argent                    | Bronze                   |
| Albertville 1992    | Anfisa Reztsova (EUN)         | Antje Misersky (GER)      | Elena Belova (EUN)       |
| Lillehammer 1994    | Myriam Bédard (CAN)           | Svetlana Paramygina (BLR) | Valentina Tserbe (UKR)   |
| Nagano 1998         | Galina Koukleva (RUS)         | Uschi Disl (GER)          | Katrin Apel (GER)        |
| Salt Lake City 2002 | Kati Wilhelm (GER)            | Uschi Disl (GER)          | Magdalena Forsberg (SWE) |
| Turin 2006          | Florence Baverel-Robert (FRA) | Anna Carin Olofsson (SWE) | Lilia Efremova (UKR)     |
| Vancouver 2010      | Anastasiya Kuzmina (SVK)      | Magdalena Neuner (GER)    | Marie Dorin (FRA)        |
| Sotchi 2014         | Anastasiya Kuzmina (SVK)      | Olga Vilukhina (RUS)      | Vita Semerenko (UKR)     |
| Pyeongchang 2018    | Laura Dahlmeier (GER)         | Marte Olsbu (NOR)         | Veronika Vítková (CZE)   |
| Pékin 2022          | Marte Olsbu Røiseland (NOR)   | Elvira Öberg (SWE)        | Dorothea Wierer (ITA)    |

#### Poursuite (10km)
| Année               | Or                          | Argent                   | Bronze                   |
| Salt Lake City 2002 | Olga Pyleva (RUS)           | Kati Wilhelm (GER)       | Irina Nikoultchina (BUL) |
| Turin 2006          | Kati Wilhelm (GER)          | Martina Glagow (GER)     | Albina Akhatova (RUS)    |
| Vancouver 2010      | Magdalena Neuner (GER)      | Anastasiya Kuzmina (SVK) | Marie-Laure Brunet (FRA) |
| Sotchi 2014         | Darya Domracheva (BLR)      | Tora Berger (NOR)        | Teja Gregorin (SLO)      |
| Pyeongchang 2018    | Laura Dahlmeier (GER)       | Anastasiya Kuzmina (SVK) | Anaïs Bescond (FRA)      |
| Pékin 2022          | Marte Olsbu Røiseland (NOR) | Elvira Öberg (SWE)       | Tiril Eckhoff (NOR)      |

#### Départ groupé (12,5km)
| Année            | Or                            | Argent                   | Bronze                      |
| Turin 2006       | Anna Carin Olofsson (SWE)     | Kati Wilhelm (GER)       | Uschi Disl (GER)            |
| Vancouver 2010   | Magdalena Neuner (GER)        | Olga Zaïtseva (RUS)      | Simone Hauswald (GER)       |
| Sotchi 2014      | Darya Domracheva (BLR)        | Gabriela Soukalová (CZE) | Tiril Eckhoff (NOR)         |
| Pyeongchang 2018 | Anastasiya Kuzmina (SVK)      | Darya Domracheva (BLR)   | Tiril Eckhoff (NOR)         |
| Pékin 2022       | Justine Braisaz-Bouchet (FRA) | Tiril Eckhoff (NOR)      | Marte Olsbu Roiseland (NOR) |

#### Relais (4 × 6 km)>
| Année                            | Or                                                                             | Argent                                                                            | Bronze                                                                                    |
| Albertville 1992 (3 × 7,5 km)    | France Anne Briand Véronique Claudel Corinne Niogret                           | Allemagne Uschi Disl Antje Misersky Petra Schaaf                                  | Équipe unifiée de l'ex-URSS Elena Belova Elena Melnikova Anfisa Reztsova                  |
| Lillehammer 1994 (4 × 7,5 km)    | Russie Luiza Noskova Anfisa Reztsova Natalia Snitina Nadejda Talanova          | Allemagne Uschi Disl Simone Greiner-Petter-Memm Antje Harvey Petra Schaaf (Behle) | France Anne Briand Véronique Claudel Delphyne Heymann Corinne Niogret                     |
| Nagano 1998 (4 × 7,5 km)         | Allemagne Katrin Apel Petra Behle Uschi Disl Martina Zellner                   | Russie Albina Akhatova Galina Koukleva Olga Melnik Olga Romasko                   | Norvège Gunn Margit Andreassen Annette Sikveland Ann-Elen Skjelbreid Liv Grete Skjelbreid |
| Salt Lake City 2002 (4 × 7,5 km) | Allemagne Katrin Apel Andrea Henkel Uschi Disl Kati Wilhelm                    | Norvège Ann-Elen Skjelbreid Linda Tjørhom Gunn Margit Andreassen Liv Grete Poirée | Russie Olga Pyleva Galina Koukleva Svetlana Ichmouratova Albina Akhatova                  |
| Turin 2006                       | Russie Anna Bogali Svetlana Ichmouratova Olga Zaïtseva Albina Akhatova         | Allemagne Martina Glagow Andrea Henkel Katrin Apel Kati Wilhelm                   | France Delphyne Peretto Florence Baverel-Robert Sylvie Becaert Sandrine Bailly            |
| Vancouver 2010                   | Russie Svetlana Sleptsova Anna Bogali-Titovets Olga Medvedtseva Olga Zaitseva  | France Marie-Laure Brunet Sylvie Becaert Marie Dorin Sandrine Bailly              | Allemagne Kati Wilhelm Simone Hauswald Martina Beck Andrea Henkel                         |
| Sotchi 2014                      | Ukraine Vita Semerenko Juliya Dzhyma Valj Semerenko Olena Pidhrushna           | Norvège Fanny Horn Tiril Eckhoff Ann Kristin Flatland Tora Berger                 | Tchéquie Eva Puskarcikova Gabriela Soukalova Jitka Landová Veronika Vitkova               |
| Pyeongchang 2018                 | Biélorussie Nadzeya Skardzina Iryna Kryuko Dzinara Alimbekava Darya Domracheva | Suède Linn Persson Mona Brorsson Anna Magnusson Hanna Öberg                       | France Anaïs Chevalier Marie Dorin-Habert Justine Braisaz Anaïs Bescond                   |
| Pékin 2022                       | Suède Linn Persson Mona Brorsson Hanna Öberg Elvira Öberg                      | ROC Irina Kazakevich Kristina Reztsova Svetlana Mironova Uliana Nigmatullina      | Allemagne Vanessa Voigt Vanessa Hinz Franziska Preuss Denise Herrmann                     |

Mise à jour le 19 mai 2022

### Mixte

#### Relais (2 × 6 km + 2 × 7,5 km)
| Année            | Or                                                                         | Argent                                                                                | Bronze                                                                     |
| Sotchi 2014      | Norvège Tora Berger Tiril Eckhoff Ole Einar Bjørndalen Emil Hegle Svendsen | République tchèque Veronika Vítková Gabriela Soukalová Jaroslav Soukup Ondřej Moravec | Italie Dorothea Wierer Karin Oberhofer Dominik Windisch Lukas Hofer        |
| Pyeongchang 2018 | France Marie Dorin-Habert Anaïs Bescond Simon Desthieux Martin Fourcade    | Norvège Marte Olsbu Tiril Eckhoff Johannes Thingnes Bø Emil Hegle Svendsen            | Italie Lisa Vittozzi Dorothea Wierer Lukas Hofer Dominik Windisch          |
| Pékin 2022       | Norvège Marte Olsbu Røiseland Tiril Eckhoff Tarjei Bø Johannes Thingnes Bø | France Anaïs Chevalier-Bouchet Julia Simon Émilien Jacquelin Quentin Fillon Maillet   | ROC Uliana Nigmatullina Kristina Reztsova Alexander Loginov Eduard Latypov |

## Tableau des médailles
| Rang | Pays                               | Médaille d'or, Jeux olympiques | Médaille d'argent, Jeux olympiques | Médaille de bronze, Jeux olympiques | Total |
| 1    | Norvège                            | 22                             | 17                                 | 16                                  | 55    |
| 2    | Allemagne                          | 20                             | 23                                 | 15                                  | 58    |
| 3    | France                             | 13                             | 8                                  | 12                                  | 33    |
| 4    | Union soviétique                   | 9                              | 5                                  | 5                                   | 19    |
| 5    | Russie                             | 8                              | 5                                  | 7                                   | 20    |
| 6    | Suède                              | 6                              | 6                                  | 7                                   | 19    |
| 7    | Biélorussie                        | 4                              | 4                                  | 3                                   | 11    |
| 8    | Allemagne de l'Est                 | 3                              | 4                                  | 4                                   | 11    |
| 9    | Slovaquie                          | 3                              | 3                                  | 1                                   | 7     |
| 10   | Équipe unifiée aux Jeux olympiques | 2                              | 2                                  | 2                                   | 6     |
| 11   | Canada                             | 2                              | 0                                  | 1                                   | 3     |
| 12   | Ukraine                            | 1                              | 1                                  | 3                                   | 5     |
| 13   | Suisse                             | 1                              | 1                                  | 0                                   | 2     |
| 14   | Bulgarie                           | 1                              | 0                                  | 1                                   | 2     |
| 15   | Finlande                           | 0                              | 5                                  | 2                                   | 7     |
| 16   | Tchéquie                           | 0                              | 4                                  | 3                                   | 7     |
| 17   | Autriche                           | 0                              | 3                                  | 4                                   | 7     |
| 18   | Slovénie                           | 0                              | 2                                  | 0                                   | 2     |
| 19   | Italie                             | 0                              | 1                                  | 6                                   | 7     |
| 20   | ROC                                | 0                              | 1                                  | 3                                   | 4     |
| 21   | Pologne                            | 0                              | 1                                  | 0                                   | 1     |
| 21   | Kazakhstan                         | 0                              | 1                                  | 0                                   | 1     |
| 23   | Croatie                            | 0                              | 0                                  | 1                                   | 1     |

## Athlètes les plus médaillés

### Hommes
| Rang | Biathlete              | Pays             | De * | À *  | Or | Argent | Bronze | Total |
| ---- | ---------------------- | ---------------- | ---- | ---- | -- | ------ | ------ | ----- |
| 1    | Ole Einar Bjørndalen   | Norvège          | 1998 | 2014 | 8  | 4      | 2      | 14    |
| 2    | Martin Fourcade        | France           | 2010 | 2018 | 6  | 1      | -      | 7     |
| 3    | Johannes Thingnes Bø   | Norvège          | 2014 | 2022 | 5  | 2      | 2      | 9     |
| 4    | Emil Hegle Svendsen    | Norvège          | 2010 | 2018 | 4  | 3      | 2      | 9     |
| 5    | Ricco Groß             | Allemagne        | 1992 | 2006 | 4  | 3      | 1      | 8     |
| 6    | Sven Fischer           | Allemagne        | 1994 | 2006 | 4  | 2      | 2      | 8     |
| 7    | Alexandre Tikhonov     | Union soviétique | 1968 | 1980 | 4  | 1      | -      | 5     |
| 8    | Tarjei Bø              | Norvège          | 2010 | 2022 | 3  | 2      | 2      | 7     |
| 9    | Halvard Hanevold       | Norvège          | 1998 | 2010 | 3  | 2      | 1      | 6     |
| 10   | Mark Kirchner          | Allemagne        | 1992 | 1994 | 3  | 1      | -      | 4     |
| 11   | Quentin Fillon Maillet | France           | 2018 | 2022 | 2  | 3      | -      | 5     |

Note : En italique, les biathlètes encore en activité.

### Femmes
| Rang | Biathlete              | Pays        | De * | À *  | Or | Argent | Bronze | Total |
| ---- | ---------------------- | ----------- | ---- | ---- | -- | ------ | ------ | ----- |
| 1    | Darya Domracheva       | Biélorussie | 2010 | 2018 | 4  | 1      | 1      | 6     |
| 2    | Kati Wilhelm           | Allemagne   | 2002 | 2010 | 3  | 3      | 1      | 7     |
| 3    | Anastasiya Kuzmina     | Slovaquie   | 2010 | 2018 | 3  | 3      | -      | 6     |
| 4    | Marte Olsbu Roeiseland | Norvège     | 2018 | 2022 | 3  | 2      | 2      | 7     |
| 5    | Uschi Disl             | Allemagne   | 1992 | 2006 | 2  | 4      | 3      | 9     |
| 6    | Tiril Eckhoff          | Norvège     | 2014 | 2022 | 2  | 3      | 3      | 8     |
| 7    | Katrin Apel            | Allemagne   | 1998 | 2006 | 2  | 1      | 1      | 4     |
| 7    | Tora Berger            | Norvège     | 2010 | 2014 | 2  | 1      | 1      | 4     |
| 7    | Andrea Henkel          | Allemagne   | 2002 | 2010 | 2  | 1      | 1      | 4     |
| 10   | Magdalena Neuner       | Allemagne   | 2010 | 2010 | 2  | 1      | -      | 3     |
| 10   | Olga Zaitseva          | Russie      | 2006 | 2010 | 2  | 1      | -      | 3     |
| 10   | Hanna Öberg            | Suède       | 2018 | 2022 | 2  | 1      | -      | 3     |

Note : En italique, les biathlètes encore en activité.